# Liérganes
Liérganes egy község Spanyolországban, Kantábria autonóm közösségben. Liérganes Santa María de Cayón, Penagos, Villaescusa, Medio Cudeyo, Riotuerto és Miera községekkel határos. Lakosainak száma 2390 fő (2024).

## Nevezetességek
Egyik nevezetessége a Miera folyó fölött átívelő kőhíd, amely a 16. és 17. század fordulója táján épült. A híd lábánál egy szobrot emeltek, amely a legendás liérganesi halembert ábrázolja: a halember a történet szerint egy liérganesi családban született a 17. században emberi formában, majd vízi életmódot folytatott, testén pedig halpikkelyek jelentek meg. A közelben található 17. századi malom épületében egy kis múzeumot rendeztek be, ami a halember legendájával foglalkozik.

## Népesség
A település népessége az elmúlt években az alábbi módon változott:
| Lakosok száma | 2266 | 2328 | 2447 | 2467 | 2441 | 2370 | 2355 | 2379 | 2423 | 2390 |
|               | 2001 | 2004 | 2007 | 2009 | 2012 | 2014 | 2017 | 2019 | 2022 | 2024 |